# Agapanthus inapertus
Agapanthus inapertus là một loài thực vật có hoa trong họ Amaryllidaceae. Loài này được Beauverd mô tả khoa học đầu tiên năm 1912.

## Hình ảnh

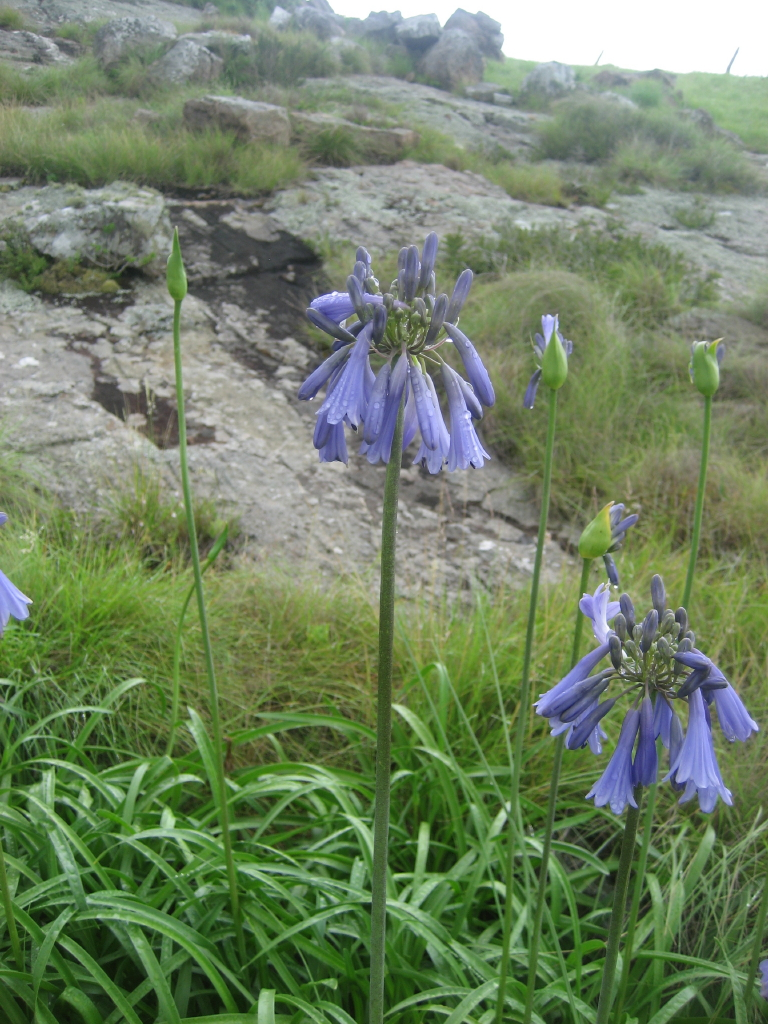
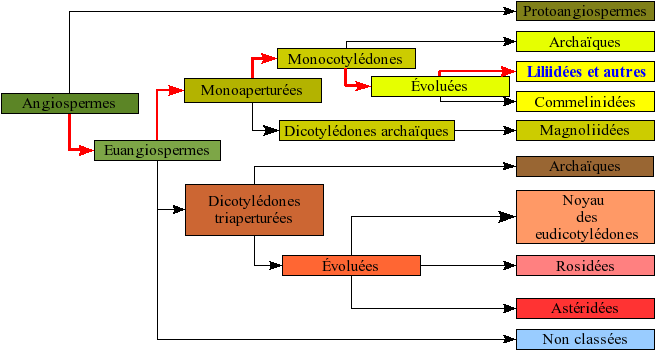
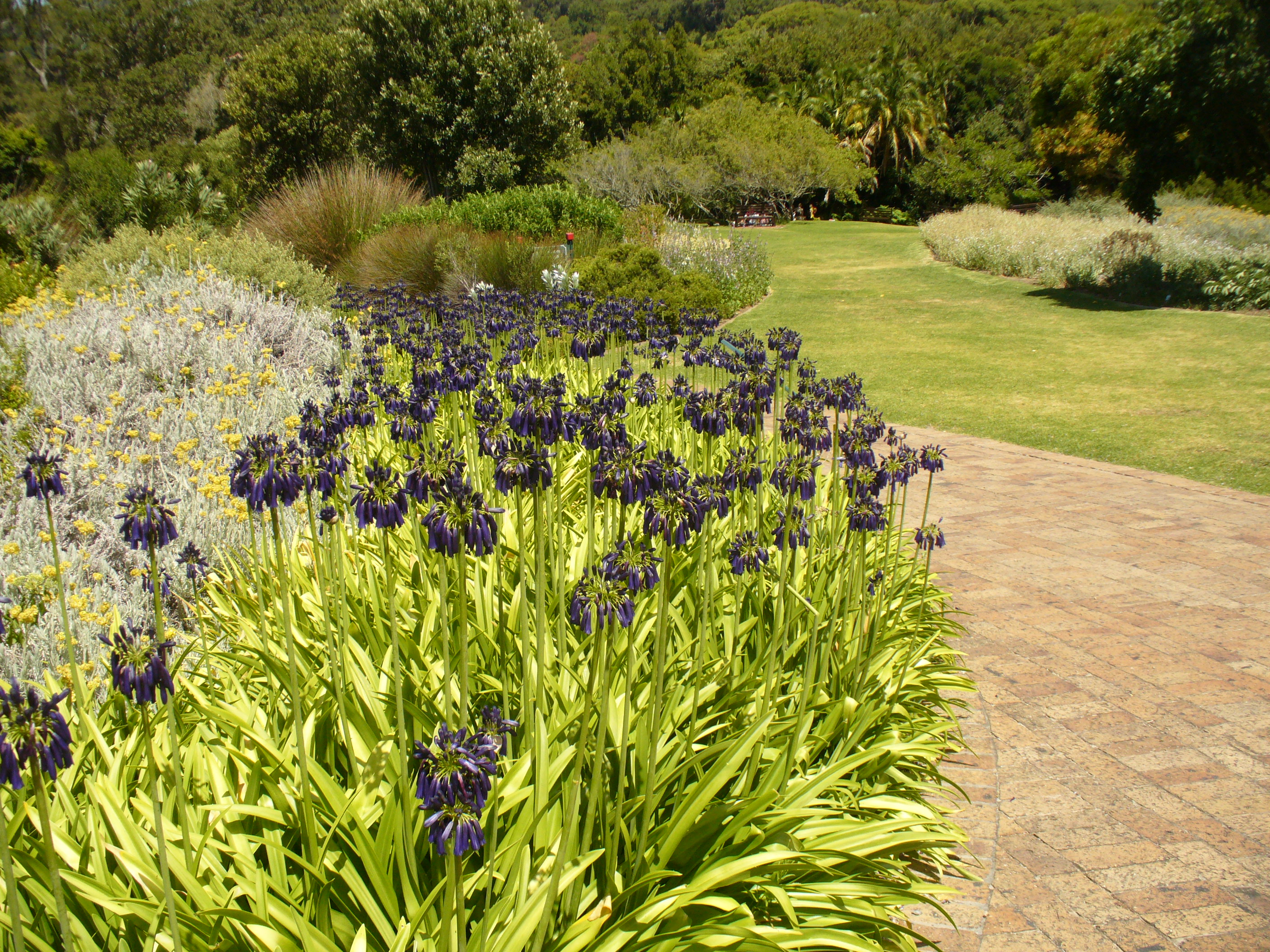
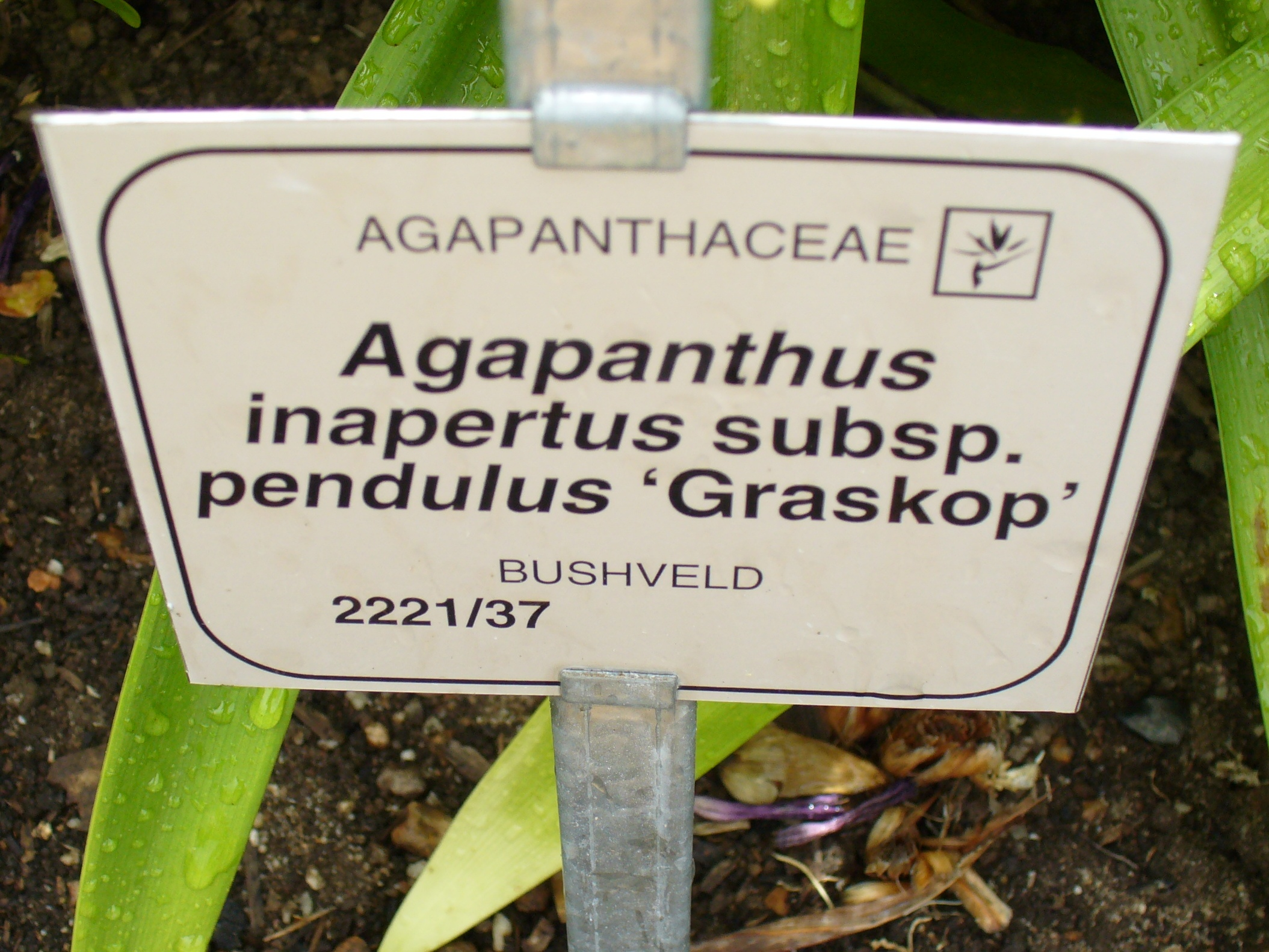